# Cantone di Aignan
Il Cantone di Aignan era una divisione amministrativa dell'arrondissement di Mirande.
A seguito della riforma approvata con decreto del 26 febbraio 2014, che ha avuto attuazione dopo le elezioni dipartimentali del 2015, è stato soppresso.

## Composizione
Comprendeva i comuni di:
- Aignan
- Avéron-Bergelle
- Bouzon-Gellenave
- Castelnavet
- Fustérouau
- Loussous-Débat
- Lupiac
- Margouët-Meymes
- Pouydraguin
- Sabazan
- Saint-Pierre-d'Aubézies
- Sarragachies
- Termes-d'Armagnac